# Шантефабль
Шантефа́бль (фр. Chantefable, також Cantefable) — жанр давньофранцузької літератури.
Шантефабль — це жанр середньовічної оповіді про кохання в прозі й ритмізованих віршах (так званий прозиметр (лат. Prosimetrum). Прозові частини промовлялися (fabler від латинського fabulare, розповідати), а віршовані частини співалися.
Деякі дослідники вважають, що шантефабль був жанром середньовічного театру. Єдиний шантефабль, що дійшов до наших часів — це твір під назвою «Окасен і Ніколет» (фр. Aucassin et Nicolette), створений на початку XIII століття на пікардійському діалекті. На думку більшості літературознавців цей твір є вдалою пародією на середньовічні лицарські романи.